# Kora, Tumkur
Kora là một làng thuộc tehsil Tumkur, huyện Tumkur, bang Karnataka, Ấn Độ.